# 卡因吉國家公園
卡因吉國家公園是西非國家尼日利亞的國家公園，位於該國西部尼日爾州和夸拉州，佔地5,340平方公里，成立於1979年，海拔高度120至340米，全年平均降雨量為1,000毫米，野生動物包括63種哺乳類動物、241種鳥類、28種爬蟲類動物和兩棲類動物。